# グラデーション

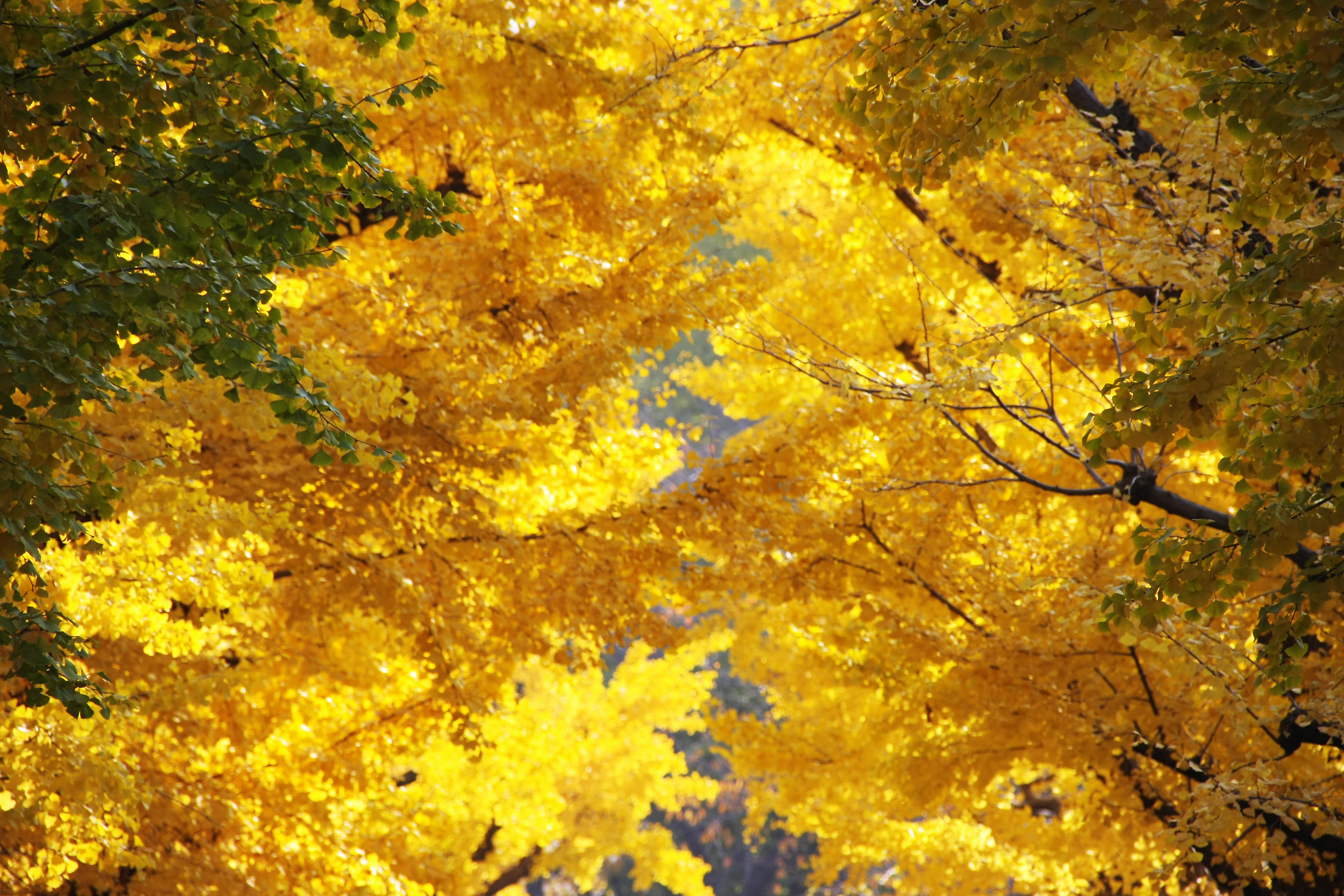
黄葉のグラデーション

グラデーション（gradation）とは、1つの図画の中で、色・見た目・エフェクト・テクスチャなどが連続的・段階的に変化する表現のことである。

## 絵画におけるグラデーション
絵画作品で使われるグラデーションの主要な方法を以下に挙げる（他にもっと複雑な方法もある）。
- ブレンディング - 2つの色を混ぜあわせ、ぼかすことで、色を段階的に変化させる。鉛筆や木炭デッサンにおいては、綿棒や擦筆などの専門の道具を使うこともあるが、塗った部分を「指先で擦る」ことでキャンバス地の色と混ぜ合わせるというのが最も手軽で一般的に行われているため、CGソフトでは「Blending tool」に指先のアイコンを使っていたり、「指先ツール」の名称で実装しているものもある。
- ハッチング - ペン画などで主に使われる手法で、細い線を引き、その線の太さや密度を段階的に変化させることで色の変化を表現する。
- クロスハッチング - ハッチングの一種だが、細い線を交差させ、その交差の回数を段階的に変化させることで色の変化を表現する。「カケアミ」とも言う。

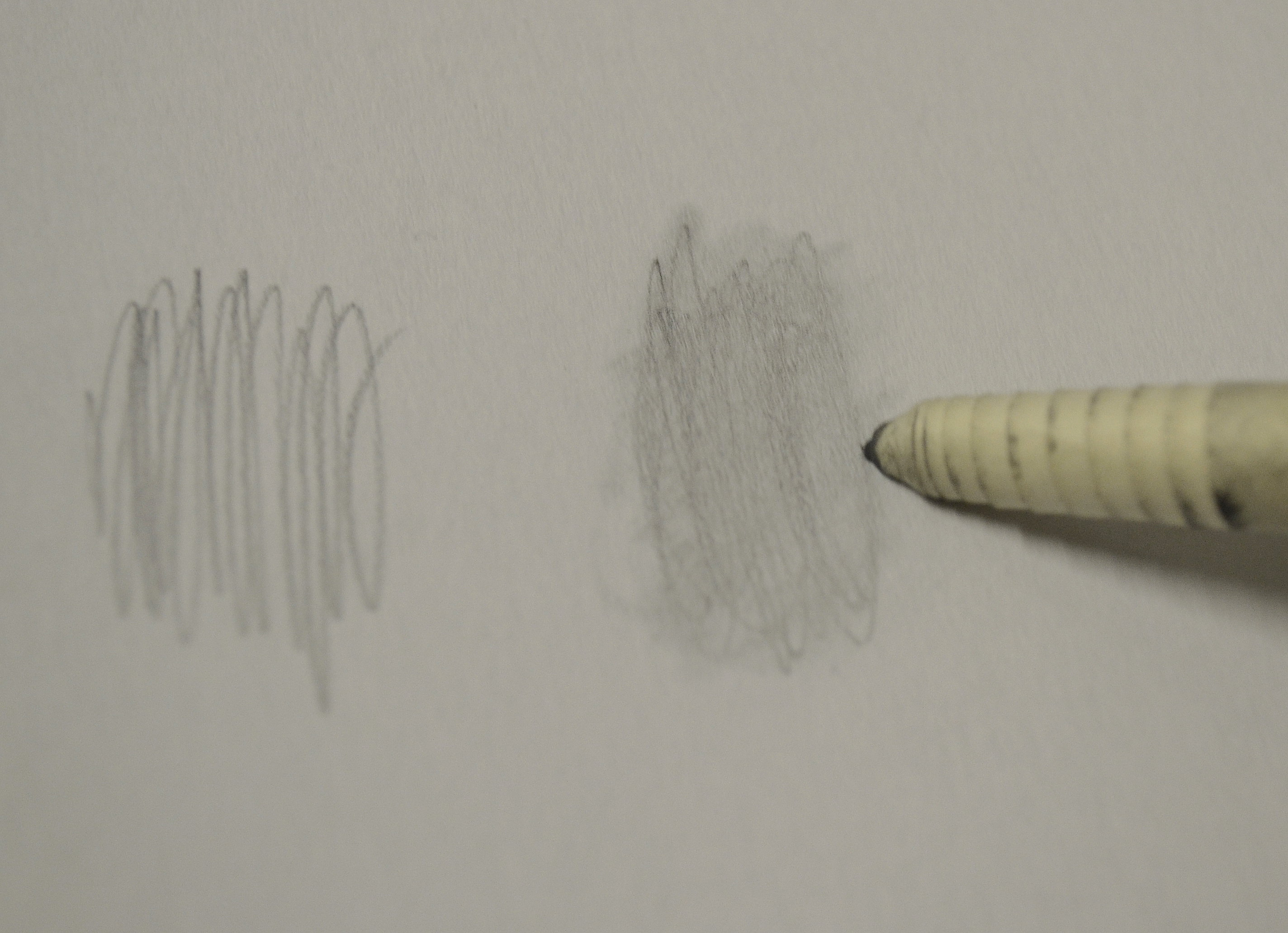
擦筆を用いてブレンディングを行う様子
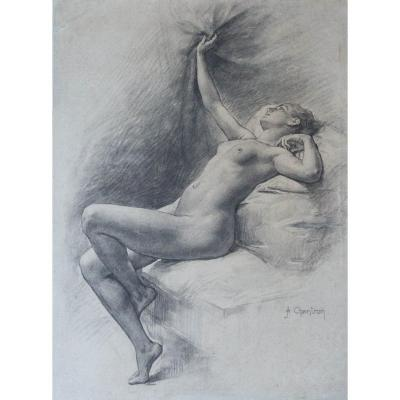
ブレンディングによるグラデーション
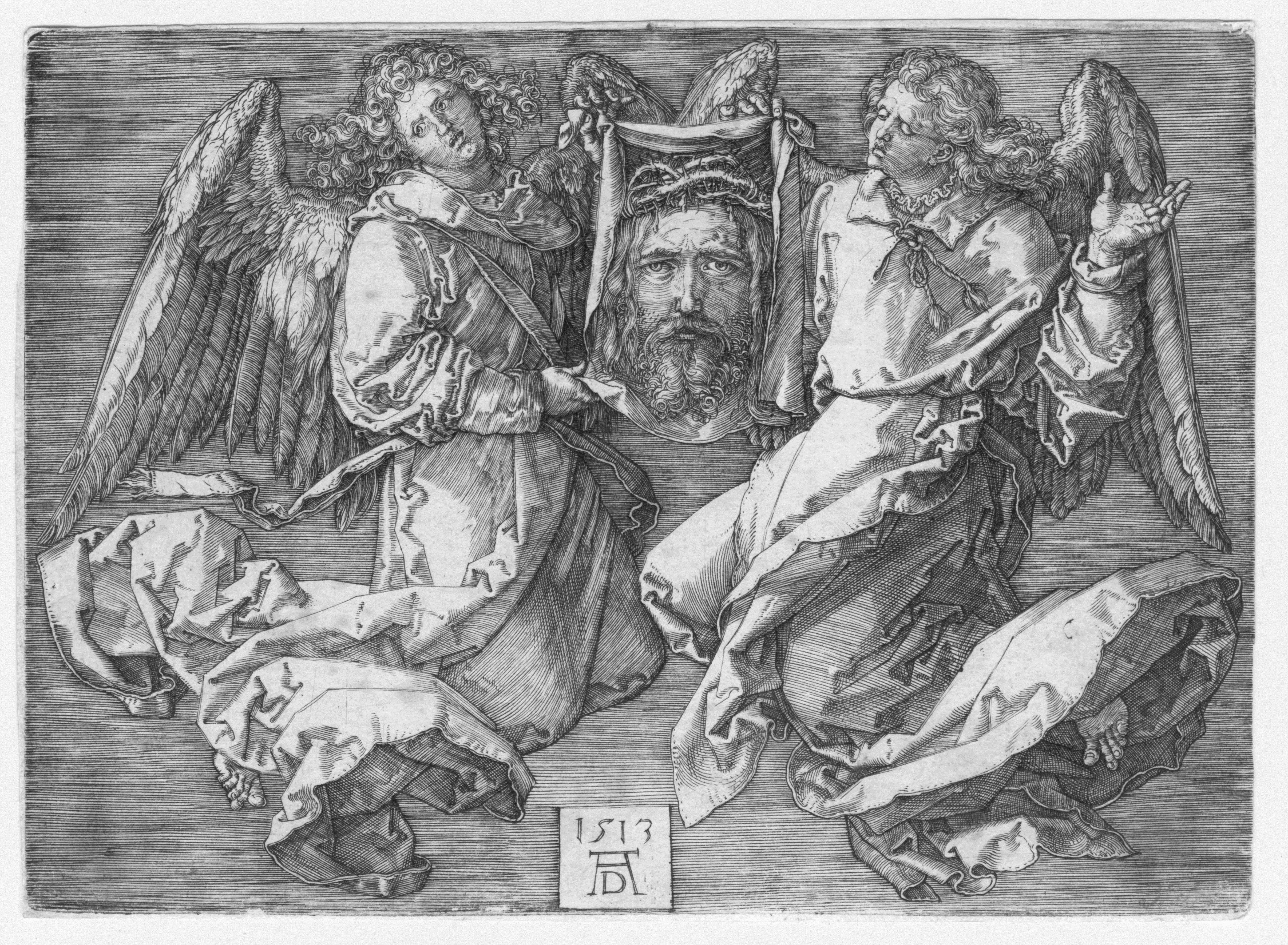
ハッチングおよびクロスハッチングによるグラデーション

## 印刷におけるグラデーション
現代の商業印刷においてグラデーションを表現する場合は、網点（ハーフトーン）が使われる。現代の商業印刷においては、印刷インキが付いているかいないかの2値でしか印刷を行えないが、肉眼では判別できないほどの小さい網点を使い、濃い部分は大きい網点、薄い部分は小さい網点に分解して印刷することで、グラデーションが表現できる。
江戸時代の浮世絵では「ぼかし摺り」と言う手法が使われた。印刷されるすべての浮世絵において「ぼかし」が揃った印刷を行うには、摺師の高度な職人技が要求される。

### 写真印刷とグラデーション
もともと印刷インキが付いているかいないかの2値で白黒を表すのが印刷技法であったため、印刷物でグラデーションを表現することは19世紀末に至るまで容易ではなかった。
19世紀中ごろに写真が発明されて以来、数十年にわたって写真における階調表現の向上が図られてきたが、写真のグラデーションをそのまま印刷に出すことはできなかった。そのため、写真を印刷物に掲載するためには、上記の絵画の手法を用いて写真を絵画化し、リソグラフなどを用いて印刷する必要があった。
そこで印刷物において写真の濃淡をグラデーションとして表現する技法として、1882年にドイツのマイゼンバッハが写真を網点に分解する手法である「オートタイピー（Autotypie）」（原稿を撮影し、その際に2度露光して原稿を網版に分解してネガに撮影する手法）を発明した。さらに、1892年にアメリカのレビー兄弟が「網目スクリーン」（これを通して原稿を撮影すると、原稿が網点に分解される特殊なガラス版）を発明したことで、1890年代には網点を使った写真製版の技法が確立した。この結果、写真を印刷して複製することが容易となり、雑誌や新聞などに写真を掲載して大量に頒布することも可能となった。

## コンピュータにおけるグラデーション

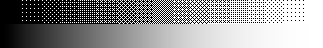
コンピュータにおける黒-白グラデーション。上：3色、下：256色

コンピュータグラフィックス（ビットマップ画像）においては、実際問題としてグラデーションは扱い辛いものである。グラデーションの変化は「アナログ」つまり連続的なものであるのに対して、コンピュータは「デジタル」つまり離散的なデータしか扱えないためである。

### 「グラディエント（gradient）」と「グラデーション（gradation）」の違い

SVGの線形グラデーション（linear gradient）機能を用いて描写したグラデーション（gradation）

2点の間で色の「勾配（gradient、グラディエント) 」を設定して一定の領域を塗りつぶすコンピュータグラフィックスの手法は、日本語ではしばしば「グラデーション」と訳される。英語でも近い意味の単語であり、海外でも「gradient」と「gradation」が混同されている場合がある。ただし実際は違う意味の言葉で、グラデーションは「段階的な変化」という意味であるのに対し、グラディエントは「勾配」という意味である。
例えば、Adobe IllustratorやGIMPなどといったCGソフトウェアに搭載されている「グラデーションツール（gradient tool）」の機能は、パレット上に2色を置き、その間の「グラディエント（勾配）」を設定することで、間の色が線型順序で配列される、と言う物である。「gradient tool」であって「gradation tool」ではないが、「グラディエント（色の勾配）」を設定した結果として「グラデーション（段階的な色の変化）」が画面に描写されるので、機能の説明としては間違っていない。
ちなみに、「gradient」と「gradation」は、「graduation（卒業、目盛り）」「grade（学年、グレード）」などと同じく、いずれもラテン語の「gradus」を語源とする言葉である。ラテン語の「gradus」は現代英語の「step」に相当し、「一歩」「前進」「階段」などの意味を持つ。
「gradient」の訳語としての「グラデーション」については「カラーグラデーション」の項目を参照のこと。

### レトロPCにおけるグラデーション
1980年代から1990年代にかけてのコンピュータはスペックが低く、利用できるビデオメモリ（VRAM）の容量も少なかった。そのため、画面に表示できる「同時発色数」が少なかっただけではなく、グラデーションに利用できる「使用可能色」も少なく、画面解像度も低かった。そんな中でグラデーションを表現するため、並置混色によって少ない色数で擬似的にグラデーションを表現する「ドット絵」の技法が洗練された。
1990年代以降のコンピュータでは、より潤沢なビデオメモリを搭載したグラフィックコントローラが利用されるようになり、インデックスカラー方式を用いた場合でも多くの色が扱えるようになった。
例えば1990年に発売された任天堂スーパーファミコンは、同時発色数こそ256色と少ない物の、使用可能色は全32768色とかなり多く、かなりの色数をグラデーションの色に割り振ることができるようになり、人の目で一見してはそれほど違和感を覚えないまでになっている。
1990年代中頃より、約1677万色が表示可能な24ビットカラー（フルカラー、トゥルーカラー）対応のハードウェアが普及したため、グラデーションに使う色数の制限に悩むことはなくなった。

### ドット絵のグラデーション

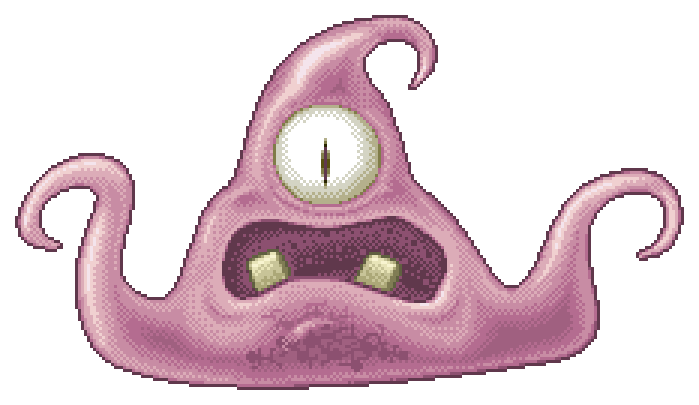
メッシュを用いたグラデーション。4色でグラデーションを表現

フルカラーによる細密なグラデーションが表示できない旧世代ハードのグラフィック（ドット絵）においてグラデーションを表現する場合は、メッシュ（網かけ）法が使われる。
ベタ塗りのピクセルに一定のパターンで別の色を配置すると、並置混色によって擬似的に多くの色が表現できる。更にはドット配置パターンを段階的に変更することで、擬似的にグラデーションを表現することができる。